# フル・フロンタル (映画)
『フル・フロンタル』（Full Frontal）は、2002年のアメリカ映画。一人の映画プロデューサーを中心に構成される人間関係の各ドラマを、時系列で断片的に接続してモザイク化された作品。

## キャスト
※括弧内は日本語吹替
- ガス - デイヴィッド・ドゥカヴニー（小杉十郎太）
- ヒトラー役の俳優 - ニッキー・カット（平田広明）
- リー - キャサリン・キーナー（五十嵐麗）
- リンダ - メアリー・マコーマック（岡寛恵）
- カール - デヴィッド・ハイド・ピアース（家中宏）
- フランチェスカ / キャサリン - ジュリア・ロバーツ（戸田恵子）
- カルヴィン / ニコラス - ブレア・アンダーウッド（小山力也）
- アーサー / エド - エンリコ・コラントーニ（岩崎ひろし）
- 飛行機の男 / 本人役 - テレンス・スタンプ（カメオ出演）
- 映画監督 - デヴィッド・フィンチャー（カメオ出演）
- 本人役 - ブラッド・ピット（カメオ出演）（堀内賢雄）
- 本人役 - スティーヴン・ソダーバーグ（カメオ出演、クレジットなし）

## 評価
レビュー・アグリゲーターのRotten Tomatoesでは145件のレビューで支持率は39%、平均点は5.20/10となった。Metacriticでは37件のレビューを基に加重平均値が45/100となった。